# 윤원중
윤원중(尹源重, 1944년 12월 15일~)은 대한민국의 정치인이다. 제15대 국회의원을 지냈다. 호는 녹평(鹿平)이다.

## 학력
- 광주제일고등학교 졸업
- 연세대학교 정치외교학과 학사
- 연세대학교 행정대학원 행정학 석사

### 비학위 수료
- 고려대학교 언론대학원 최고위과정 수료

## 경력
- 민주공화당 사무처 직원
- 민주정의당 사무처 직원
- 김영삼 대통령 정무1비서관
- 민주자유당 김윤환 대표비서실장
- 민주국민당 사무총장
- 신한국당 이회창 대표비서실장
- 자유민주연합 고문
- 국민통합21 정무특보
- 제17대 대통령직인수위원회 정무분과 자문위원
- 대통령 소속 군의문사진상규명위원회 위원장
- 박희태 국회의장 비서실장
- 제27대 국회사무총장

## 역대 선거 결과
|  | 38.5% |

|  | 34.5% |

|  | 3.7% |

## 같이 보기
- 대한민국 제15대 국회의원 선거 신한국당 후보 목록#전국구
- 대한민국의 국회의장비서실장
- 대한민국의 국회사무총장